# Jetterswiller
Jetterswiller é uma comuna francesa na região administrativa de Grande Leste, no departamento Baixo Reno. Estende-se por uma área de 3,57 km². Em 2010 a comuna tinha 198 habitantes (densidade: 55,5 hab./km²).